# Ара нікарагуанський
Ара нікарагуанський або ара великий зелений (Ara ambiguus) — птах родини папугові (Psittacidae).

## Зовнішній вигляд

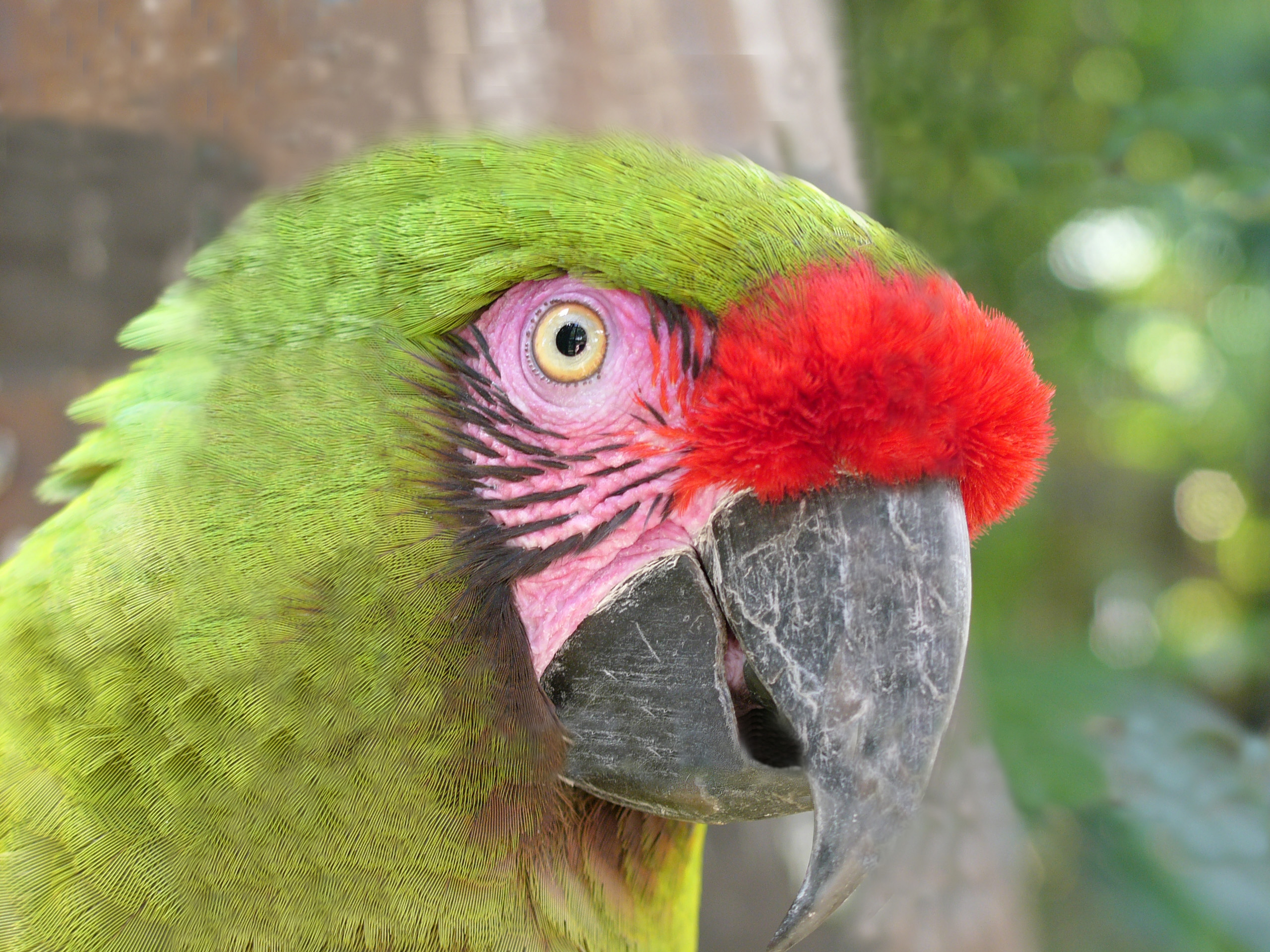

Завдовжки тіло сягає 80-85 см. Забарвлення зелене з жовтуватим відтінком. Чоло й вісковица червоні. Гола біла (при збудженні — червона) зона обличчя посмугована мілким чорним пір'ям, що росло навряд від чола до вушок. Потилиця з легким блакитним відтінком (у самця). Спинка, підкрилля й підхвістя жовто-бронзові. Кермові, махові та їх криючі сині. Хвіст зверху коричневий із синіми кінчиками. Дзьоб чорний. Піддзьобок завширшки 13-15 мм. Райдужка світло-жовта. Лапи сірі. Різниці у забарвленні самця й самиці немає. Схожий на малого солдатського ара, але підкрила жовті. У них істотна різниця в розмірі, голосі й середовищі проживання.

## Розповсюдження
Живе в Панамі, Нікарагуа й Коста-Рикі.

## Спосіб життя
Населяє вологі тропічні долини, сезонні сухі території до висоти 700 м над рівнем моря. Тримається парами або сімейними групами.

## Утримання
При одиночному утримуванні швидко приручаються й стають слухняними й довірливими.